# Nikołaj Kuzniecow (1922–1988)
Nikołaj Aleksandrowicz Kuzniecow (ros. Николай Александрович Кузнецов, ur. 3 sierpnia 1922 w Moskwie, zm. 19 listopada 1988 tamże) – radziecki polityk.
W latach 1941–1942 żołnierz Armii Czerwonej, uczestnik II wojny światowej, od 1943 funkcjonariusz Komsomołu. Od 1946 w WKP(b), 1952 zaocznie ukończył Moskiewski Obwodowy Instytut Pedagogiczny, 1961-1962 pełnił funkcję kierownika wydziału Komitetu Miejskiego KPZR w Moskwie, a 1962-1965 II sekretarza Komitetu Miejskiego KPZR w Moskwie. Od 8 kwietnia 1966 do 30 marca 1971 zastępca członka KC KPZR, 1965-1974 minister kultury RFSRR. Pochowany na Cmentarzu Kuncewskim w Moskwie.